# Лунештедт
Лунештедт (нем. Lunestedt, н.-нем. Luunst) — ортшафт в Германии, земля Нижняя Саксония, район Куксхафен. Входит в состав общины Беверштедт. До 1 ноября 2011 года был отдельной общиной в составе союза общин Беверштедт. Население составляет 2587 человек (на 20 ноября 2019 года). Занимает площадь 17,25 км².